# Кэтфорд, Джон Кунисон
Джон Кунисон Кэтфорд (англ. John Cunnison Catford, 26 марта 1917 — 6 октября 2009) — британский лингвист и фонетик.

## Биография
Кэтфорд родился 26 марта 1917 года в Эдинбурге, Шотландия. Окончив среднюю школу Джон начал изучать фонетику. Он преподавал английский язык за рубежом (в Греции, Палестине и Египте), в том числе и во время Второй мировой войны.
Он встретил свою будущую жену Лотту Кэтфорд, когда находился в Иерусалиме. Лотта была родом из Вены и говорила по немецки, однако переехала в Палестину и в молодости выучила другие языки, такие как иврит, английский и арабский.
Джон умер в октябре 2009 года.

## Семья и дети
У Кэтфорда было двое детей от брака с Лоттой:
- Лорна Кэтфорд;
- Джулиан Кэтфорд;